# Cybill Shepherd
Cybill Shepherd, nascida Cybill Lynne Shepherd, (Memphis,18 de fevereiro de 1950) é uma atriz e ex-modelo norte americana. Os papéis mais conhecidos de Shepherd incluem Jacy em The Last Picture Show de Peter Bogdanovich(1971), Kelly em The Heartbreak Kid de Elaine May (1972), Betsy em Taxi Driver de Martin Scorsese (1976) e Nancy em Alice de Woody Allen (1990). Ela também é conhecida por seus papéis na televisão, como Maddie Hayes em Moonlighting (1985 – 1989), Cybill Sheridan em Cybill (1995 – 1998), Phyllis Kroll em The L Word (2007 – 2009), Madeleine Spencer on Psych (2008 – 2013), Cassie no filme para televisão The Client List (2010), e Linette Montgomery em The Client List (2012 – 2013).

## Biografia
Shepherd nasceu em 18 de fevereiro de 1950 em Memphis, Tennessee. Seus pais eram Patty (nascida Shobe: 1925–2012), uma dona de casa, e William Jennings Shepherd (1932–2000), que administrava uma empresa de eletrodomésticos. Cybill foi nomeada usando uma mistura de nomes que se referias a seu avô Cy e seu pai Bill. Enquanto estudava na East High School, Shepherd ganhou o título de "Miss Teenage Memphis" e representou a cidade no concurso Miss Teenage America em 1966 aos 16 anos, onde ganhou o prêmio de simpatia. Ela competiu no concurso "Model of the Year" de 1968 aos 18 anos, tornando-a uma estrela da moda dos anos 1960 e resultando em designações de modelo de moda durante o ensino médio e depois.
De acordo com a autobiografia de Shepherd, uma capa da revista Glamour de 1970 chamou a atenção do diretor de cinema Peter Bogdanovich. Sua então esposa, Polly Platt, afirmou que quando viu a capa em uma fila do caixa em uma mercearia Ralphs no sul da Califórnia, ele disse "Essa é Jacy",  referindo-se ao papel que Bogdanovich estava escalando - e, finalmente, dado a Shepherd - em The Last Picture Show (1971).

### Primeira experiência com a fama

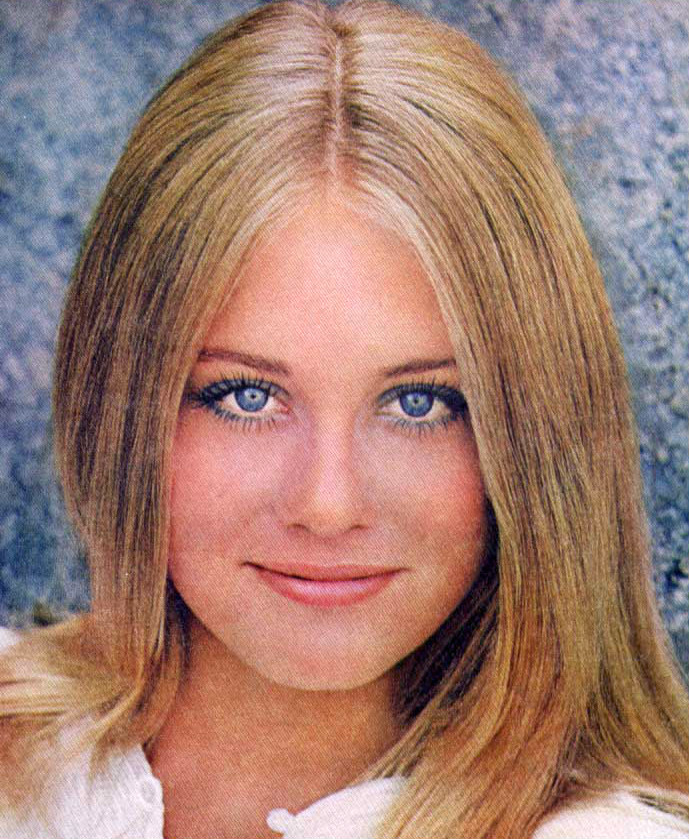
Cybill Shepherd em uma foto em Teen de 1970.

Seu primeiro filme foi The Last Picture Show, também estrelado por Jeff Bridges e Timothy Bottoms. O filme se tornou um sucesso de crítica e bilheteria, ganhando vários Oscars e indicações. Shepherd foi indicada ao Globo de Ouro. Ela contracenou com Charles Grodin em The Heartbreak Kid (1972). Ela interpretou Kelly, uma jovem por quem o personagem de Grodin se apaixona durante sua lua de mel em Miami. Dirigido por Elaine May, foi outro sucesso de crítica e bilheteria. Também em 1972, Shepherd posou como uma Kodak Girl para os então onipresentes displays de papelão do fabricante de câmeras.
Em 1974, Shepherd novamente se juntou a Peter Bogdanovich para o papel-título em Daisy Miller, baseado na novela de Henry James. O filme - uma peça de época ambientada na Europa - foi um fracasso de bilheteria. Nesse mesmo ano, ela iniciou uma carreira de cantora, lançando um álbum de estúdio Cybill Does It ... To Cole Porter pela MCA Records. Foi criticado pelo crítico do Village Voice Robert Christgau que escreveu: "A voz dela é surpreendentemente agradável, mas você nunca saberia como essas músicas brilham. Já que Cole não gostava de ... fazer com (ou 'fazer') mulheres muito, talvez o 'fazer' seja tão hostil quanto parece".
Em 1975, ela fez seu próximo filme, At Long Last Love, um musical dirigido por Bogdanovich, mas, como Daisy Miller, fracassou. Shepherd voltou com boas críticas por seu trabalho em Taxi Driver de Martin Scorsese (1976). De acordo com Shepherd, Scorsese havia solicitado um "tipo Cybill Shepherd" para o papel. Ela retratou uma beleza etérea com quem o personagem de Robert De Niro, Travis Bickle, fica encantado.
Uma série de papéis menos bem-sucedidos se seguiram, incluindo The Lady Vanishes, um remake do filme de Alfred Hitchcock de 1938 com o mesmo nome. Já participando de uma aula de atuação ministrada por Stella Adler, Shepherd foi convidado a trabalhar em um teatro com jantar em Norfolk, Virgínia, e pediu conselhos ao amigo Orson Welles. Ele a encorajou a obter experiência no palco na frente de um público, em qualquer lugar, menos em Nova Iorque ou Los Angeles, longe dos críticos severos da cidade grande e então ela voltou para sua cidade natal, Memphis, para trabalhar em teatro regional.

## Ativismo político

Shepherd com o presidente Ronald Reagan em 1988.

Ao longo de sua carreira, Shepherd tem sido uma ativista declarada em questões como os direitos dos homossexuais e o direito ao aborto. Em 2009, ela foi homenageada pela Campanha de Direitos Humanos em Atlanta para aceitar um dos dois prêmios National Ally for Equality. Ela tem defendido o casamento entre pessoas do mesmo sexo.
Esteve presente na inauguração do Museu Nacional dos Direitos Civis da sua cidade natal, Memphis, ao qual deu algum apoio financeiro.

## Vida pessoal
Em sua autobiografia, Shepherd revelou que ligou para sua mãe em 1978, chorando e infeliz com a forma como sua vida e carreira estavam indo. Sua mãe respondeu: "Cybill, volte para casa." Shepherd voltou para sua casa em Memphis, onde conheceu e começou a namorar David M. Ford, um revendedor local de peças de automóveis e animador de boate. Ela engravidou e o casal se casou naquele ano. A filha deles, Clementine Ford, nasceu em 1979. O casamento terminou em divórcio em 1982.
Em 1987, Shepherd engravidou do quiroprático Bruce Oppenheim e se casou com ele. Eles tiveram gêmeos, Cyrus Zachariah e Molly Ariel Shepherd-Oppenheim, nascidos durante a quarta temporada de Moonlighting. O casal se divorciou em 1990.
Em junho de 2012, Shepherd ficou noiva de Andrei Nikolajevic. Em 2015, o compromisso foi cancelado.

## Filmografia

### Atriz
- 1971: The Last Picture Show: Jacy Farrow
- 1972: The Heartbreak Kid: Kelly Corcoran
- 1974: Daisy Miller: Annie P. 'Daisy' Miller
- 1975: At Long Last Love: Brooke Carter
- 1976: Taxi Driverː[20] Betsy
- 1976: Special Delivery: Mary Jane
- 1977: Aliens From Spaceship Earth
- 1978: Banco à Las Vegas (Silver Bears): Debbie Luckman
- 1978: A Guide for the Married Woman (TV): Julie Walker
- 1979: The Lady Vanishes: Amanda Kelly
- 1979: Americathon: Gold Girl
- 1980: The Return: Jennifer
- 1983: The Yellow Rose (série TV): Colleen Champion
- 1983: Masquerade (TV): Carla
- 1984: Secrets of a Married Man (TV): Elaine
- 1985: Moonlighting (Modelo e detective) (TV): Madelyn 'Maddie' Hayes
- 1985: Seduced (TV): Vicki Orloff
- 1985: The Long Hot Summer (TV): Eula Varner
- 1989: Chances Are: Corinne Jeffries
- 1990: Texasville: Jacy Farrow
- 1990: Alice: Nancy Brill
- 1991: Which Way Home (TV): Karen Parsons
- 1991: Married to It: Claire Laurent
- 1992: Memphis (TV): Reeny Perdew
- 1992: Once Upon a Crime…: Marilyn Schwary
- 1992: Stormy Weathers (TV): Samantha Weathers
- 1993: Telling Secrets (TV): Faith Kelsey
- 1993: There Was a Little Boy (TV): Julie
- 1994: Baby Brokers (TV): Debbie Freeman
- 1994: While Justice Sleeps (TV): Jody Stokes
- 1995: The Last Word: Kiki Taylor
- 1995: Cybill (Cybill) (série TV): Cybill Sheridan (1995-1998)
- 1997: Journey of the Heart (TV): Janice Johnston
- 1999: The Muse (A Musa): Cybill Shepherd
- 2000: Marine Life: June Nordstrom
- 2002: Due East (TV): Nell Dugan
- 2003: Martha, Inc.: The Story of Martha Stewart (TV): Martha Stewart
- 2005: Open Window: Arlene
- 2005: Detective (TV): Karen
- 2005: Martha Behind Bars (TV): Martha Stewart
- 2007: The L Word (TV): Phyllis Kroll
- 2010: Drop Dead Diva (TV) Ellie Tannen

### Produtora
- 1992: Memphis (TV)
- 1992: Stormy Weathers (TV)
- 1995: Cybill (Cybill) (série de TV)
- 2008: saymon simon ''fox simon prodution ''psych'' tree season

### Prêmios e nomeações
- 1986 Golden Globe: Melhor atriz em série de comédia (Moonlighting).